# Calabar, O Elogio da Traição (álbum)
Calabar, O Elogio da Traição (originalmente lançado como Chico Canta) é o sétimo álbum de estúdio do músico brasileiro Chico Buarque, lançado em 1973 pela Philips Records. É a trilha sonora da peça teatral homônima, escrita por Buarque e o poeta moçambicano Ruy Guerra. Foi produzido por Roberto Menescal.
O álbum, assim como a peça, teve diversos trechos censurados. Na visão da censura, os dois autores apresentaram um trabalho provocativo, simpático à colonização holandesa contra o domínio colonial português, e que, metaforicamente, poderia incitar os brasileiros a se revoltarem contra o governo militar vigente. Para Buarque, Calabar poderia remeter, de certa forma, a Carlos Lamarca, capitão que desertara do Exército Brasileiro em 1969, e engessara a guerrilha contra a ditadura militar.
Musicalmente, o disco apresenta um vigoroso trabalho de arranjos por Edu Lobo, com a inclusão de novidades como sintetizadores, guitarra elétrica e cordas. "Não Existe Pecado ao Sul do Equador" foi regravada em 1978 por Ney Matogrosso para o tema de abertura da telenovela Pecado Rasgado.

## Título e capa
Seu título, a princípio, seria Chico canta Calabar. No entanto, o nome logo foi vetado pelos censores devido as suas iniciais, que poderiam fazer alusão ao Comando de Caça aos Comunistas (CCC).
A primeira tiragem, que seria retirada das lojas poucos dias após o seu lançamento, por ordem do governo militar, tinha o curto título de Calabar e apresentava na capa o nome da peça na parede de um muro. O trabalho ainda seria relançado pouco tempo depois com uma capa branca, apenas com o nome do artista, sem qualquer publicidade, obtendo vendagens tímidas. Em virtude de tal fato, a gravadora lançou no ano seguinte uma nova e definitiva capa do álbum, com o rosto do cantor, e um novo título, Chico Canta.

## Canções
Duas canções – “Ana de Amsterdam” e “Vence na Vida Quem Diz Sim” – tiveram as suas letras integralmente proibidas, sendo lançadas apenas em seus arranjos instrumentais.
A faixa “Bárbara” teve um verso cortado (“no poço escuro de nós duas”), por abordar uma relação lésbica. "Não Existe Pecado ao Sul do Equador/Boi Voador Não Pode" teve o verso "Vamos fazer um pecado safado debaixo do meu cobertor" substituído por "Vamos fazer um pecado rasgado, suado, a todo vapor". Na canção “Fado Tropical”, que possui um trecho declamado por Ruy Guerra, a frase "além da sífilis, é claro", foi excluída, ao aludir ao “sangue português” de um dos personagens da peça.

## Lista de faixas
Todas as faixas escritas e compostas por Chico Buarque e Ruy Guerra. 
| Lado um |                        |         |  |
| N.º     | Título                 | Duração |  |
| 1.      | "Prólogo"              | 2:52    |  |
| 2.      | "Cala a Boca, Bárbara" | 4:15    |  |
| 3.      | "Tatuagem"             | 2:50    |  |
| 4.      | "Ana de Amsterdam"     | 2:30    |  |
| 5.      | "Bárbara"              | 2:50    |  |

| Lado dois      |                                                           |         |  |
| N.º            | Título                                                    | Duração |  |
| 1.             | "Não Existe Pecado ao Sul do Equador/Boi Voador Não Pode" | 3:57    |  |
| 2.             | "Fado Tropical"                                           | 4:14    |  |
| 3.             | "Tira as Mãos de Mim"                                     | 2:30    |  |
| 4.             | "Cobra de Vidro"                                          | 1:30    |  |
| 5.             | "Vence na Vida Quem Diz Sim"                              | 1:57    |  |
| 6.             | "Fortaleza"                                               | 0:52    |  |
| Duração total: | Duração total:                                            | 30:13   |  |

## Ficha técnica
Segundo o encarte original:
Produção musical
- Roberto Menescal – direção de produção
- Sérgio M. de Carvalho – direção de estúdio
- Luigi – técnico de gravação
- Edu Lobo – arranjo de cordas
- Mário Tavares – regência

Produção gráfica
- Regina Vater – arte da capa
- Gianfranco – fotos da capa externa
- Sérgio da Matta – fotos da capa interna
- Hugo Denizart – encarte